# 305 км (зупинний пункт, Львівська залізниця)
305 кілометр (також Клепачів) — пасажирський залізничний зупинний пункт Рівненської дирекції Львівської залізниці.
Розташований у селі Клепачів Ківерцівського району Волинської області на лінії Здолбунів — Ковель між станціями Рожище (9 км) та Ківерці (8 км).
Станом на березень 2019 року щодня чотири пари електропоїздів прямують за напрямком Ковель-Пасажирський — Ківерці/Луцьк/Здолбунів.